# Folkgödsel
Folkgödsel är en populär benämning på urin och avföring från människan.
Vid användning av folkgödsel bör man tänka på att den kan innehålla rester av mediciner.

## Artiklar
- Så tvättas vattnet rent från mediciner, Ny Teknik, 2009-06-10.